# اگزالواستیک اسید
اگزالواستیک اسید (به انگلیسی: Oxaloacetic acid) یک آلفاکتواسید با فرمول شیمیایی C۴H۴O۵ یک ترکیب شیمیایی با شناسه پاب‌کم ۹۷۰ است که جرم مولی آن ۱۳۲٫۰۷ g/mol می‌باشد. این ترکیب یکی از ترکیبات واسطه‌ای چرخه اسیدسیتریک است.